# سعادى أبيض وأسود
السعادي الأبيض والأسود نوع نباتي يتبع جنس السعادي من الفصيلة السعدية.

## الموئل والانتشار
موطنه الأصلي غرب أمريكا الشمالية وأمريكا الشمالية حيث ينتشر في معظم مناطق غرب الولايات المتحدة الأمريكية وكندا.